# Ajamil de Cameros
Ajamil de Cameros is een gemeente in de Spaanse provincie en regio La Rioja met een oppervlakte van 66,15 km². Ajamil de Cameros telt 65 inwoners (1 januari 2016).

## Demografische ontwikkeling

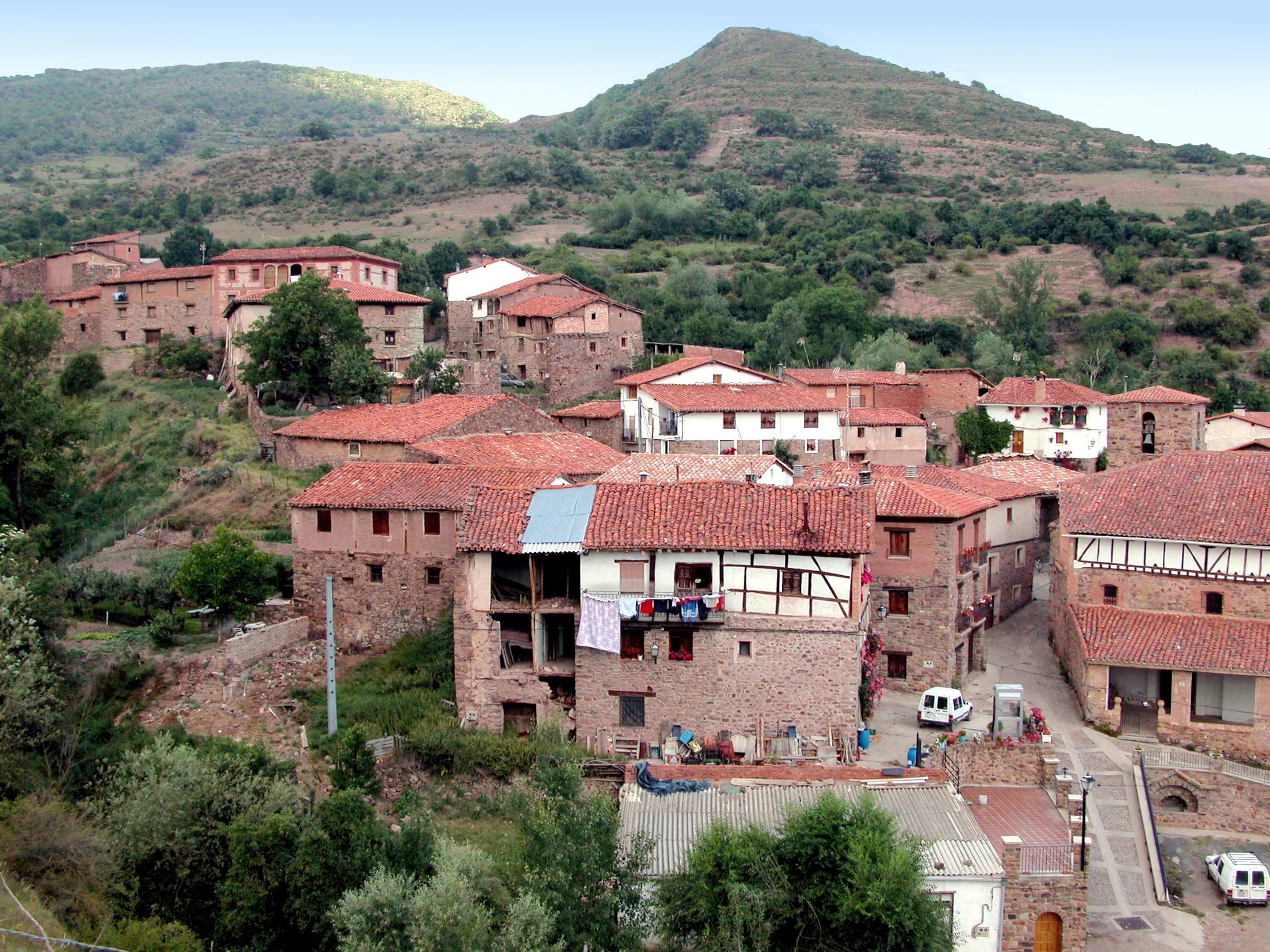
Uitzicht op het dorpje

Bron: INE, 1857-2011: volkstellingen
Opm.: In 1972 werd de gemeente Larriba aangehecht